# Guillermo Jara
Guillermo Jara (Sacramento, 20 aprile 1973) è un ex calciatore statunitense di ruolo difensore.

## Carriera
Nel 1996, i Galaxy selezionare Guillermo Cara al College Draft come settima scelta. Sebbene giocò un considerevole numero di partite nella prima stagione, nelle restanti due stagioni arrivò a giocare appena sedici partite, terminando anticipatamente la sua esperienza in California durante la stagione '98. Successivamente passò al Tampa Bay Mutiny, con cui giocò 25 volte in due stagioni. Passato al Colorado Rapids nel '99, qui giocò solo due partite per un totale di sei minuti. Nella restante parte di stagione giocò con il San Diego Flash con cui collezionò 23 presenze condite da cinque reti.

### Nazionale
Tra il 1994 ed il 1995 ha disputato cinque partite con la nazionale Under-23 statunitense.

## Statistiche
| Stagione                  | Squadra                   | Campionato                | Campionato | Campionato | Coppe nazionali | Coppe nazionali | Coppe nazionali | Coppe continentali | Coppe continentali | Coppe continentali | Altre coppe | Altre coppe | Altre coppe | Totale | Totale |
| Stagione                  | Squadra                   | Comp                      | Pres       | Reti       | Comp            | Pres            | Reti            | Comp               | Pres               | Reti               | Comp        | Pres        | Reti        | Pres   | Reti   |
| ------------------------- | ------------------------- | ------------------------- | ---------- | ---------- | --------------- | --------------- | --------------- | ------------------ | ------------------ | ------------------ | ----------- | ----------- | ----------- | ------ | ------ |
| 1996                      | LA Galaxy                 | MLS                       | 21+1       | 2          |                 | -               | -               |                    | -                  |                    |             | -           | -           | 22     | 2      |
| 1997                      | LA Galaxy                 | MLS                       | 15         | 0          |                 | -               | -               |                    | -                  | .                  |             | -           | -           | 15     | 0      |
| feb.-lug. 1998            | LA Galaxy                 | MLS                       | 1          | 0          |                 | -               | -               |                    | -                  | .                  |             | -           | -           | 1      | 0      |
| Totale Los Angeles Galaxy | Totale Los Angeles Galaxy | Totale Los Angeles Galaxy | 38         | 1          |                 | -               | -               |                    | -                  | -                  | -           | -           | -           | 38     | 1      |
| 1998                      | Tampa Bay Mutiny          | MLS                       | 15         | 0          |                 | -               | -               |                    | -                  | .                  |             | -           | -           | 15     | 0      |
| 1999                      | Tampa Bay Mutiny          | MLS                       | 10         | 0          | USOC            | 1               | 0               |                    | -                  | .                  |             | -           | -           | 11     | 0      |
| Totale Tampa Bay Mutiny   | Totale Tampa Bay Mutiny   | Totale Tampa Bay Mutiny   | 25         | 0          |                 | 1               | 0               |                    | -                  | -                  | -           | -           | -           | 26     | 0      |
| 1999                      | Colorado Rapids           | MLS                       | 2          | 0          |                 | -               | -               |                    | -                  | .                  |             | -           | -           | 2      | 0      |
| Totale carriera           | Totale carriera           | Totale carriera           | 65         | 2          |                 | 1               | 0               |                    | -                  | -                  | -           | -           | -           | 66     | 2      |